# Sylvia Holzmayer
Sylvia Holzmayer (* 27. Februar 1940 in Wien; † 15. November 2002 ebenda) war eine österreichische Opernsängerin (Sopran) und Schauspielerin.

## Leben
Sylvia Holzmayer, die nach dem Wunsch ihres Vaters eigentlich Lehrerin werden sollte, machte zunächst eine Ausbildung an der Modeschule Hetzendorf. Sie erhielt ab ihrem 15. Lebensjahr privat Gesangsunterricht bei Anny Helm-Sbisà und sang im Kirchenchor der Wiener Michaelerkirche, wo sie auch getauft worden war. Nach ihrer Gesangs- und Schauspielausbildung debütierte sie am Stadttheater Klagenfurt. Dort war sie ab der Spielzeit 1962/63 für zwei Spielzeiten engagiert. Ihre erste Bühnenrolle war die Minna von Barnhelm, in der sie kurzfristig für eine erkrankte Kollegin einsprang. Über das Musical und die Operette kam sie auch zur Oper. Ihre erste Opernpartie war eine der Walküren in Die Walküre noch während ihres Engagements am Theater Klagenfurt. 
Es folgten weitere Bühnenengagements am Stadttheater Trier (ab der Spielzeit 1965/66), in Bremen und an den Bühnen der Hansestadt Lübeck (ab der Spielzeit 1968/69), wo sie vor ihrer Rückkehr nach Wien bis zum Ende der Spielzeit 1973/74 engagiert war, sowie in Hamburg. In der Spielzeit 1969/70 sang sie an den Lübecker Bühnen die Titelrolle in einer Neuinszenierung der Kálmán-Operette Gräfin Mariza. In der Spielzeit 1971/72 war sie neben ihrem Lübecker Engagement als Gast am Staatstheater Oldenburg engagiert. 
An der Wiener Volksoper, an der sie ab der Saison 1973/74 zunächst für zwei Spielzeiten als Gast engagiert war, sang sie zuerst in Aufstieg und Fall der Stadt Mahagonny, später dann auch die Gräfin in Wiener Blut. In der Spielzeit 1974/75 wurde sie für eine Produktion der Wiener Volksoper als Sängerin Anny in der Stolz-Operette Der verlorene Walzer/Zwei Herzen im Dreivierteltakt engagiert, in der sie mit Partnern wie Peter Minich, Helga Papouschek, Peter Drahosch, Kurt Huemer und Herbert Prikopa auftrat, und auch eine große Österreich-Tournee mit Vorstellungen für die Österreichische Arbeiterkammer unternahm.
Ab der Spielzeit 1975/76 war Holzmayer dann festes Ensemblemitglied der Volksoper Wien, der sie ohne Unterbrechung bis zu ihrem Tod angehörte. Dort wurde sie anfangs neben Mirjana Irosch und Sigrid Martikke als „klassische“ Operettendiva eingesetzt, mit Rollen wie Madame Pompadour (Neuproduktion in der Spielzeit 1976/77 mit Per Grundén als Partner), „Rößl“-Wirtin (Spielzeit 1975/76, alternierend mit Christiane Hörbiger), Csárdásfürstin und Lisa in Das Land des Lächelns. In der Spielzeit 1977/78 verkörperte sie die Felice in einer Neuinszenierung der Oper Die vier Grobiane.
Später übernahm sie an der Wiener Volksoper zahlreiche Charakterrollen in Oper, Operette und Musical. Sie trat dort u. a. als Gutsbesitzerin Larina in Eugen Onegin (in der Inszenierung von Harry Kupfer, Premiere: Spielzeit 1990/91, ab November 1990), als Ciesca in Gianni Schicchi, als Clotilde in Norma, als Schankwirtin in Boris Godunow, als Mrs. Pearce in My Fair Lady, als Haushälterin in Der Mann von La Mancha und als Baronin Adelaide in Der Vogelhändler auf. In Opern des 20. Jahrhunderts sang sie die Köchin Axinja in Lady Macbeth von Mzensk (Spielzeit 1991/92, Inszenierung: Christine Mielitz, Dirigent: Donald Runnicles) und in der Spielzeit 1994/95 die Äbtissin in einer Neuinszenierung von Der feurige Engel (wieder mit Mielitz/Runnicles als Produktionsteam).
In der Spielzeit 1999/00 übernahm sie die Rolle der Oberkammerfrau Friederike von Insterburg in der Operette Ein Walzertraum. Im Mai 2000 gehörte sie als Madame Angel zur Uraufführungsbesetzung der Oper Thomas Chatterton von Matthias Pintscher. In der Spielzeit 2001/02 war sie die Gräfin Palmatica in der Operette Der Bettelstudent. Ihre letzte Rolle an der Wiener Volksoper war im Juni 2002 die Marcellina in Die Hochzeit des Figaro.
Holzmayer war auch bei verschiedenen Gastspielen zu hören. Im September/Oktober 1964 trat sie in einer deutschsprachigen Broadway-Inszenierung der Operette Wiener Blut an der Seite von Dagmar Koller und Hugo Lindinger in New York City auf. 1977 sang sie die Rolle der Evelyne Valera in der Operette Maske in Blau bei den Seefestspielen Mörbisch. 1991 übernahm sie in Mörbisch die Rolle der Herzogin Ludovika in dem Musical Sissi und Romy von Roland Baumgartner. Sie trat im Wiener Konzerthaus und im Wiener Musikverein als Solistin bei Operettenkonzerten auf.
In einer Rundfunkaufnahme des Österreichischen Rundfunks singt sie als Partnerin von Peter Minich die Titelrolle in der Operette Die gold’ne Meisterin von Edmund Eysler.
Als Schauspielerin wirkte Holzmayer in dem österreichischen Liebesfilm Romanze in Venedig (1962) in der Rolle der Magd Anka mit.
Zu ihren Hobbys gehörten Lesen und Malen. Sylvia Holzmayer starb nach „kurzer schwerer Krankheit“ im Alter von 62 Jahren in Wien.